# مطالعه هم‌گروهی
مطالعه هم‌گروهی(انگلیسی:Cohort Study) نوعی مطالعه طولی (گونه‌ای از مطالعات مشاهده‌ای*) است که در پزشکی، علوم اجتماعی، علوم آماری و اکولوژی کاربرد دارد. این مطالعات به بررسی فاکتورهای خطر* می‌پردازد و گروهی از افراد سالم (بدور از بیماری) را تحت بررسی قرار می‌دهد. از روابط و همبستگی‌ها جهت تعیین میزان خطر عوامل خطر در کنار هم استفاده می‌کند.
این مطالعات نوعی از طراحی مطالعات بالینی است که باید با مطالعهٔ مقطعی* مقایسه شود. مطالعات هم‌گروهی (کوهورت) بیشتر آینده‌نگر است. هم‌گروهه به گروهی از افراد گفته می‌شود که تجربه‌های رایج خود در یک زمان مشخص شده را با هم تسهیم می‌کند. (به عنوان مثال تولد، استفاده از یک دارو یا واکسیناسیون یا یک آلوده‌کننده یا انجام یک روش درمانی مشخص) به گروهی از مردم که در یک روز یا در یک دورهٔ زمانی مشخص به دنیا می‌آیند را هم‌گروهی تولد گفته می‌شود ممکن است این گروه تطبیقی هر کدام در یک گروه هم‌گروهی دیگر قرار بگیرد یا در بررسی دیگری مثل در معرض ماده‌ای بودن قرار گرفته باشد ولی از یک نظر دیگر (با یک ویژگی خاص مشترک) در این گروه قرار می‌گیرند. زیرگروه‌هایی که در یک هم‌گروهه قرار دارند ممکن است با یکدیگر مقایسه شوند.
کارآزمایی‌های بالینی* یک روش‌شناسی برتر در سلسله مراتب شواهد در درمان می‌باشند؛ چرا که این آزمایش‌ها شانس خطا و سوگیری را با انتخاب تصادفی افراد و استفاده از دارونما، محدود می‌کنند.
این عمل، شانس را برای تأثیر متغیرهای پنهان* کم می‌کند، متغیرها در دو گروه متفاوت خواهند بود. به هر حال، این اهمیت دارد که RCTها ممکن است برای همهٔ موارد مناسب نباشد و دیگر روش‌ها برای بررسی یک مورد مطالعاتی دیگر مناسب تر باشد. مطالعات هم‌گروهی می‌تواند دست آوردها را به گذشته و آینده مربوط و هدایت کند. کاربردها در پزشکی، یک مطالعهٔ هم‌گروهی معمولاً برای به دست آوردن شواهدی جهت ردکردن وجود یک رابطهٔ علل و معلول به کارمی رود. شکست در ردکردن یک فرضیه باعث اطمینان بیشتر در درست بودن فرضیه می‌شود. ضرورتاً، هم‌گروهی به‌صورت بررسی قبل از ظهور بیماری تعریف می‌شود.
یک گروه مطالعاتی دو گروه مشابه از مردم را که در یک دورهٔ زمانی مشخص بیماری ندارند که یکی از گروه‌ها در مواجه است و دیگری مواجه نیست، را دنبال می‌کند و با توجه به آن پیشرفت بیماری را بررسی می‌کند. هم‌گروهی نمی‌تواند برای گروهی که در حال حاضر بیماری دارند تعریف شود.
هم‌گروهی مؤثر در آینده از لحظهٔ در معرض قرارگرفتن تا بیماری را مورد مطالعه قرارمی‌دهد که به مطالعهٔ علّی رابطه‌ها کمک می‌کند. به هرحال تشخیص علت درست، معمولاً نیاز به اثبات بیشتر به وسیلهٔ آزمایش‌های تجربی بیشتر دارد.

## کارکرد
فایدهٔ اطلاعات حاصل از مطالعات هم‌گروهی، این است، که می‌تواند در تشخیص عوامل خطر در یک بیماری جدید مؤثر باشد. چرا که این مطالعات یک سری مشاهدات طولی که در طی یک زمان مشخص به صورت انفرادی انجام می‌شود و اطلاعاتی که در یک مدت معین جمع‌آوری‌شده‌اند را در اختیار ما قرارمی‌دهد؛ بنابراین احتمال خطا در آن کاهش می‌یابد. با این وجود، انجام مطالعات هم‌گروهی هزینه‌بر است و به خروج افراد از مطالعه حساس است و به یک زمان طولانی برای پیگیری و کسب اطلاعات مفید نیازمند است. نتایج به‌دست‌آمده از مطالعات طولانی‌مدت هم‌گروهی از کیفیت بالایی برخوردار است. مطالعات هم‌گروهی آینده‌نگر، بیشتر در حصول نتایج واقعی در مشاهدات همه‌گیرشناختی مورد توجه قرارمی‌گیرد، که یک رنج گسترده در رابطهٔ در معرض قرارگیری و بیماری مورد مطالعه قرار می‌گیرد. برخی مطالعات هم‌گروهی ردیابی گروهی از بچه‌ها از زمان تولدشان می‌باشد که رنج گسترده‌ای از اطلاعات آن‌ها را ثبت کرده‌است. ارزش مطالعات هم‌گروهی به میزان تماس پژوهندگان با هر یک از اعضای هم‌گروهه بستگی دارد. برخی مطالعات تا دهه‌های مختلف ادامه دارد. در یک مطالعهٔ هم‌گروهی جمعیت مورد بررسی شامل افرادی هستند که در معرض خطر پیشرفت یک بیماری خاص یا حصول سلامت می‌باشند.

## انواع
مطالعات هم‌گروهی می‌تواند آینده‌نگر یا گذشته‌نگر باشند.اما بیشتر به صورت آینده نگر است.